# Bijelo zlato
Bijelo zlato je najpoznatija slitina zlata, poslije žutoga zlata. Bijelo zlato je izraz koji se koristi za legure koje se dobivaju miješanjem zlata s nekim metalima, koji toj leguri daju potrebnu bjelinu. Sam naziv bijelo zlato potječe od bijele boje te legure, vrlo slične srebrnoj, ali je malo tamnija i ima ih više vrsta.

## Osobine i svojstva
Bijelo zlato se legira s plemenitim i običnim metalima, najčešće s paladijem ili niklom, uz malo bakra ili cinka.
Osobine dobivene legure bitno variraju ovisno o elementu korištenom za miješanje sa zlatom. Tako na primjer, ako se koristi nikal dobit ćemo čvrstu strukturu legure bijelog zlata koja je dobra za izradu karika, pinova, prstenja i slično. Ako bismo uz zlato koristili paladij za dobivanje legure, onda će prevladavajuće svojstvo biti mekoća i savitljivost što je idealno za podloge dragom i poludragom kamenju.
Postoji nekoliko legura bijelog zlata. Većina tih legura je u jeftinijoj varijanti (drugi metal u leguri) pa boja dobivenog bijelog zlata i nije baš „snježno bijela“; u tom slučaju se gotovi komad nakita presvlači slojem rodija.

Rodij je također plemenita kovina kao i zlato a završni sloj rodija daje željenu snježno bijelu boju. Kvalitetnije, u pravilu skuplje legure bijelog zlata ne trebaju ovaj završni sloj jer su same po sebi dovoljno bijele.
Dok pojedine kvalitetnije legure bijelog zlata zadržavaju svoj sjaj, većinu ih je potrebno obložiti vrlo tankim slojem rodija. To dovodi do tamnijeg sjaja bijelog zlata u usporedbi sa sjajem platine i srebra. Sloj rodija kojim je obložena legura bijelog zlata može se vremenom istrošiti i skinuti.
Najkvalitetnije bijelo zlato ima najmanje 17 karata i napravljeno je od zlata i paladija, ponekad s tragovima platine koja se dodaje da bi legura dobila na težini i da bi imala bolju postojanost. Takve legure izrađuju specijalizirani zlatari.

## Iritacija kože
Jedna od osam osoba ima blagu alergijsku reakciju na nikal koji se nalazi u pojedinim legurama bijelog zlata. Tipična reakcija je pojava manjeg osipa na koži. Legure bijelog zlata koje se prave bez nikla imaju manju vjerojatnost da će izazvati alergijsku reakciju.